# Landesbibliothek Wiesbaden
De Landesbibliothek Wiesbaden ook Hessische Landesbibliothek is een wetenschappelijke bibliotheek te Wiesbaden, gesticht door Charlotte Amalie van Nassau-Usingen in 1730 in Usingen. Sinds 1813 heeft de bibliotheek haar hoofdgebouw in het centrum van Wiesbaden. De Landesbibliothek Wiesbaden is met ongeveer 800.000 boeken een van de grootste bibliotheek van Duitsland. De Landesbibliothek Wiesbaden is een zogeheten Landesbibliothek en behalve een online-catalogus presenteert men ook verschillende bronnen in digitale vorm op het internet.